# Confederació Espanyola d'Organitzacions Empresarials
La Confederació Espanyola d'Organitzacions Empresarials, CEOE (en castellà Confederación Española de Organizaciones Empresariales) és una institució espanyola fundada al juny de 1977 que representa a empresaris espanyols, integrant a empreses públiques i privades de tots els sectors d'activitat. Centra la seva labor en l'ajuda als empresaris en contraposició amb la labor dels sindicats. L'afiliació es realitza a través de 2.000 associacions de base i 200 organitzacions territorials i sectorials. CEOE és membre de BusinessEurope, patronal que agrupa a les organitzacions empresarials europees, ostentant una de les seves vicepresidències.

## Història
La creació de la CEOE va tindre lloc en el context de la dissolució de les tres organitzacions empresarials que encapçalaven el moviment empresarial durant els inicis de la Transició espanyola: la Confederació Empresarial Espanyola, la Confederació General d'Empresaris i l'Agrupació Empresarial Independent.
Al principi de l'any de 1980, la CEOE obrí una oficina a Brussel·les, una Oficina Permanent de Relacions amb les Comunitats Europees i la Unió d'Industrials de la Comunitat Econòmica Europea, la Unió de Confederacions de la Indústria i Ocupadors d'Europa.
El 1985 es creà la Fundació CEOE, iniciant la presidència d'aquesta Carlos Ferrer. Anys més avant, el 1996 la CEOE junt a altres vuit confederacions empresarials d'Europa fan promoció del projecte Europeo Conpri II, per al diàleg social al continent europeu. L'abril de 1997, la CEOE fa una campanya informativa sobre la moneda única, a partir de la qual la CEOE fa activitats per a promoure l'Euro. El 1984 José María Cuevas Salvador esdevení president de la CEOE.

## Crítiques
En relació amb el seu finançament, la CEOE rep subvencions públiques per a formació que, encara que té una destinació finalista i a causa de la falta de transparència, estarien finançant altres activitats de la CEOE i suposa en tot cas, un llast moral per a l'organització.

## Presidents
- Carles Ferrer i Salat (1977 - 1984)
- José María Cuevas (1984 - 2007)
- Gerardo Díaz Ferrán (2007 - 2010)
- Joan Rosell i Lastortras (2010 - 2018)
- Antonio Garamendi Lekanda (2018 - actualitat)